# Монетов, Николай Александрович
Никола́й Алекса́ндрович Моне́тов (18 мая 1923, дер. Козино, Сергиевский уезд, Московская область, СССР — 15 мая 1994, Тернополь, Украина) — полковник ВС РФ, участник Великой Отечественной войны, Герой Российской Федерации (1995, посмертно). В годы Великой Отечественной войны заместитель командира 190-го истребительного авиационного полка 66-й истребительной авиационной дивизии 2-й воздушной армии 1-го Украинского фронта.

## Биография
Родился 18 мая 1923 года в деревне Козино ныне Сергиево-Посадского района Московской области. Русский. Впоследствии семья переехала в город Краснозаводск Московской области. Окончил там среднюю школу, работал на Краснозаводском химзаводе. С 1940 года одновременно учился в Московском аэроклубе.
В апреле 1941 года призван в РККА и направлен на учёбу в Черниговскую авиационную школу военных лётчиков, которую закончил в мае 1942 года, и в звании сержанта был направлен в 166-й истребительный авиационный полк.
В составе 166-го полка принимал участие в:
- обороне (а после — освобождении) Северного Кавказа;
- битве на Курской дуге;
- освобождении Украины, Польши, Чехословакии, Германии.

В мае 1943 года полк преобразован в 88-й гвардейский истребительный авиационный полк. С лета 1943 года командовал звеном. Воевал на истребителях ЛаГГ-3, Ла-5 и Ла-7. Окончил войну в должности заместителя командира 190-го истребительного авиационного полка в 66-й истребительной авиадивизии на 1 Украинском фронте. К 9 мая 1945 года совершил 307 боевых вылета, провел 69 воздушных боев, сбил 15 самолетов врага лично и 10 — в группе (по данным исследователя М. Ю. Быкова, одержал 13 личных и 5 групповых побед).
Командиром полка представлялся к званию Героя Советского Союза в июне 1945 года, но награждён не был.
После войны продолжил служить в армии до 1959 года, когда был уволен в запас в звании полковника. Жил в городе Тернополе Украинской ССР. Работал в «Аэрофлоте», затем в производственном объединении «Тернопольский комбайновый завод». Активно занимался воспитательно-патриотической работой. Скончался 15 мая 1994 года. Похоронен в Тернополе.
Указом Президента Российской Федерации № 1036 от 11 октября 1995 года за мужество и героизм, проявленные в борьбе с немецко-фашистскими захватчиками в Великой Отечественной войне 1941—1945 годов полковнику в отставке Монетову Николаю Александровичу посмертно присвоено звание Героя Российской Федерации с вручением медали «Золотая звезда» (Медаль № 229).
Награждён пятью орденами Красного Знамени, орденами Отечественной войны 1-й степени, Красной Звезды, медалями (по некоторым данным, всего 28 наград). Почётный гражданин Тернополя (1983). В декабре 2020 года имя героя присвоено проезду в городе Краснозаводске Сергиево-Посадского района.

## Воздушные победы
| Дата          | Противник                 | Место ведения воздушного боя |
| ------------- | ------------------------- | ---------------------------- |
| 03.06.1943 г. | 1 Ме-109                  | Микояновка                   |
| 05.07.1943 г. | 1 Не-111 (в группе — 1/3) | Быковка                      |
| 05.07.1943 г. | 1 Ju-87 (в паре — 1/2)    | Дмитриевка                   |
| 06.07.1943 г. | 1 Ме-109 (в группе — 1/3) | Яковлево                     |
| 09.07.1943 г. | 1 Ме-109                  | Коротиловка                  |
| 09.07.1943 г. | 1 Ju-87                   | Яковлево                     |
| 11.08.1943 г. | 1 Ju-87 (в паре — 1/2)    | юж. Тростянец                |
| 12.08.1943 г. | 1 Ju-88 (в паре — 1/2)    | Боромля                      |
| 24.09.1943 г. | 1 Ме-109                  | Колпище                      |
| 22.10.1943 г. | 1 Ju-87                   | Черныши                      |
| 22.10.1943 г. | 1 Ме-109                  | Черныши                      |
| 15.01.1944 г. | 1 Ме-109                  | 1-й Украинский фронт         |
| 04.04.1944 г. | 1 Ме-109                  | юж. Поморжаны                |
| 10.07.1944 г. | 1 Ме-109                  | Волчковце                    |
| 16.07.1944 г. | 1 FW-190                  | юго-зап. Золочев             |
| 19.01.1945 г. | 1 Ме-109                  | Бродла                       |
| 03.02.1945 г. | 1 FW-190                  | юго-зап. Ратибор             |

- Воздушные победы приведены в соответствии с данными М. Ю. Быкова[6]. Итого сбито 15 + 10 [12 + 5]; боевых вылетов — 307; воздушных боёв — 69[7].